# Скабиоза голубиная
Скабио́за голубиная (лат. Scabiosa columbaria) — травянистое растение, типовой вид рода Скабиоза, относящегося к подсемейству Ворсянковые (Dipsacoideae) семейства Жимолостные (Caprifoliaceae).

## Описание

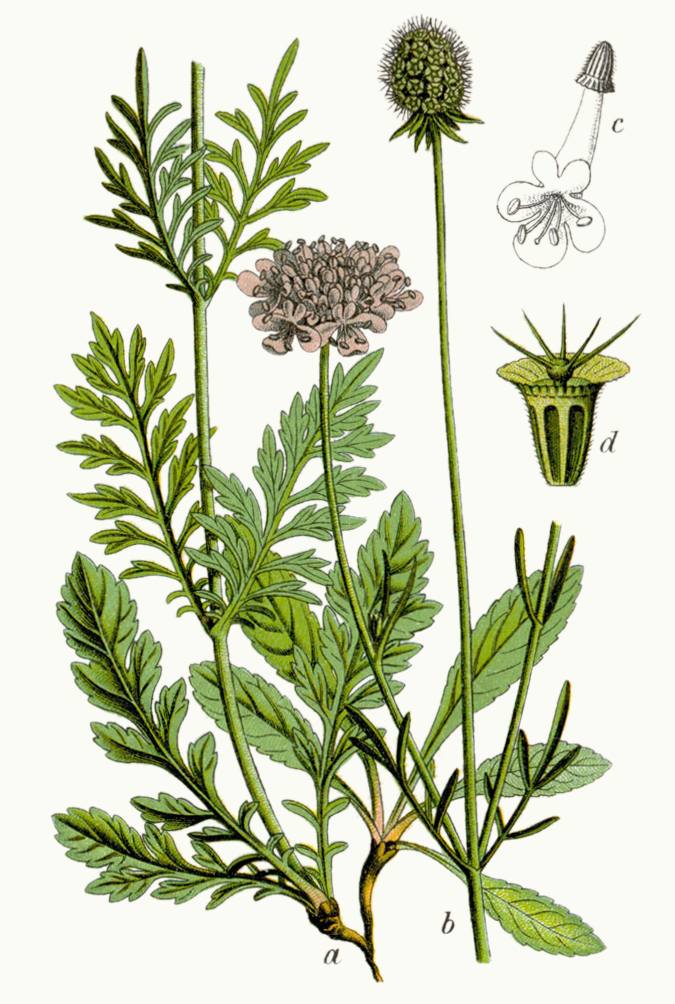

Многолетнее летнезелёное травянистое растение с прямостоячим стеблем высотой 40—90 см и коротким корневищем. Стебель обычно разветвлён несколько раз.
Стеблевые листья супротивные, дваждыперистые. Верхние листья перисто- или дваждыперисторассечённые, с линейно-ланцетными секциями шириной 1—3 мм. Прикорневые листья лировидно-перистые или почти цельные, на черенках собраны в розетку. Нижние листья обычно неразделенные, яйцевидные и зазубренные лишь по краю. Листья по краям и непосредственно на жилках листа волосистые, но в остальном голые, максимум с несколькими разбросанными волосками. Цвет листьев тускло-зелёный.
Цветки обоеполые, светло-голубые или красновато-фиолетовые, собраны в головчатое соцветие, напоминающее корзинку сложных цветков. Головки имеют диаметр от 15 до 35 мм. Все соцветие покрыто чешуевидными прицветниками. Прицветники узколанцетные, короче или немного длиннее самого цветка. Они образуют наружную чашечку длиной 1-2 миллиметра. Соцветие содержит много цветков. У основания головки находятся шелушеные листья. Чашечка имеет круглые щетинки длиной от 3 до 5 миллиметров. Они темно-коричневого или чёрного цвета и слегка килеватые внутри. Ширина основания килей составляет от 0,1 до 0,2 миллиметра. Венчик от голубовато-фиолетового до фиолетового цвета имеет пять лепестков.
Плод — глубоко восьмилопастная, опушённая семянка.
Цветет в июле-сентябре, плодоносит в августе-сентябре. Размножение — семенами.
Число хромосом равно 2n = 16.

## Экология

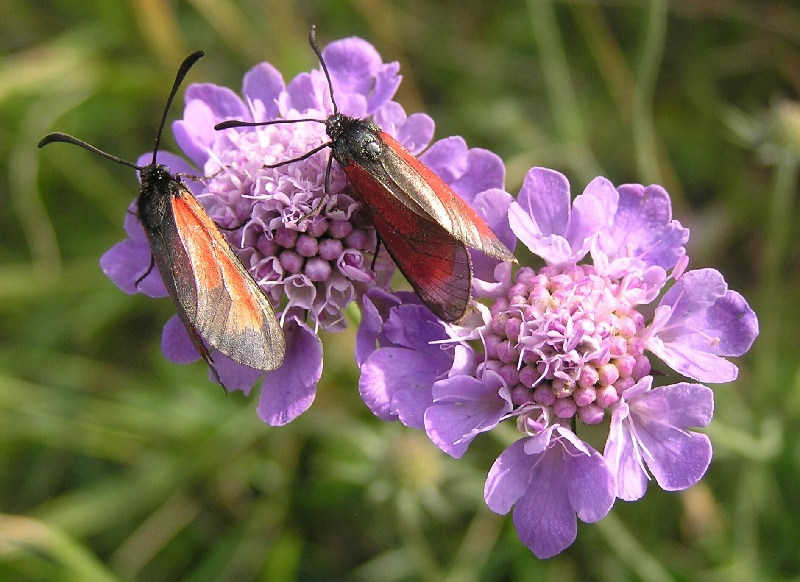
Соцветие с Пестрянки|пестрянками (Zygaenidae)

Скабиоза голубиная — гемикриптофит, полурозеточное растение. Это растение с глубокой корневой системой, которая достигает глубины до 1,5 метров. Вегетативное размножение происходит посредством корневых побегов.
С экологической точки зрения это «головчатые цветы» со скрытым нектаром. Вместо отдельных цветков цветочная корзинка содержит сжатые парциальные соцветия (зонтики). Цветки протомужские. Помимо растений с обоеполыми цветками существуют и чисто женские растения. Цветки самонесовместимые. Опылителями можно считать различных насекомых, например, пчёл и бабочек.
Скабиоза голубиная используется в качестве нектароносного растения несколькими видами бабочек, такими как пестроглазка галатея (Melanargia galathea) и особенно перстрянками (Zygaenidae). Это также кормовое растение для гусениц шашечниц Авриния (Euphydryas aurinia), шмелевидки скабиозовой (Hemaris tityus) и пестрянки заметной (Jordanita notata).
Плоды представляют собой семянки, заключенные в плёнчатую, удлинённую наружную чашечку, которая образует на верхнем конце кайму, служащую парашютом, и снабженную пятью длинными, черными, гигроскопичными щетинками чашечки. Плоды созревают в августе. После созревания отдельные плоды поднимаются под давлением листьев и, таким образом, способны летать: зонтичные летуны (при сильном ветре). Они также имеют застежки-липучки, при намокании застегиваются на клей, а благодаря гигроскопичным щетинкам чашечки они ещё и ползают по земле. Распространение также происходит через муравьев. Семена долговечны.

## Места обитания
Центральноевропейский горный реликтовый вид. Распространен в Евразии. В Беларуси встречается в изолированных местах за северо-восточной границей ареала. Растет на заросших, переувлажненных лугах в долинах рек, на сырых лесных опушках и по краям болот.
Скабиоза голубиная часто встречается вместе со следующими видами: Bromus erectus, Salvia pratensis, Onobrychis viciifolia, Ranunculus bulbosus и Hippocrepis comosa.

## Классификация
Вид относится к роду Скабиоза.

## Подвиды
У вида признаны четыре подвида:
- Scabiosa columbaria subsp. banatica (Waldst. & Kit.) Diklic — встречается в Сербии, Болгарии и Греции.
- Scabiosa columbaria subsp. caespitosa Jamzad
- Scabiosa columbaria subsp. columbaria
- Scabiosa columbaria subsp. pratensis (St.-Lag.) Braun-Blanq. — встречается во Франции и Бельгии она почти достигает западной Германии, например, Б. в долине Мозеля. Цветет до первого скашивания, в конце мая — начале июня. Даже прикорневые листья обычно сильно перистые. Стеблевые листья немного уменьшаются в размере к верхушке и распределены по стеблю довольно равномерно.

## Использование
Декоративное, лекарственное, медоносное и красильное растение. Выведены сорта с различными окрасками соцветий и габитусами. 

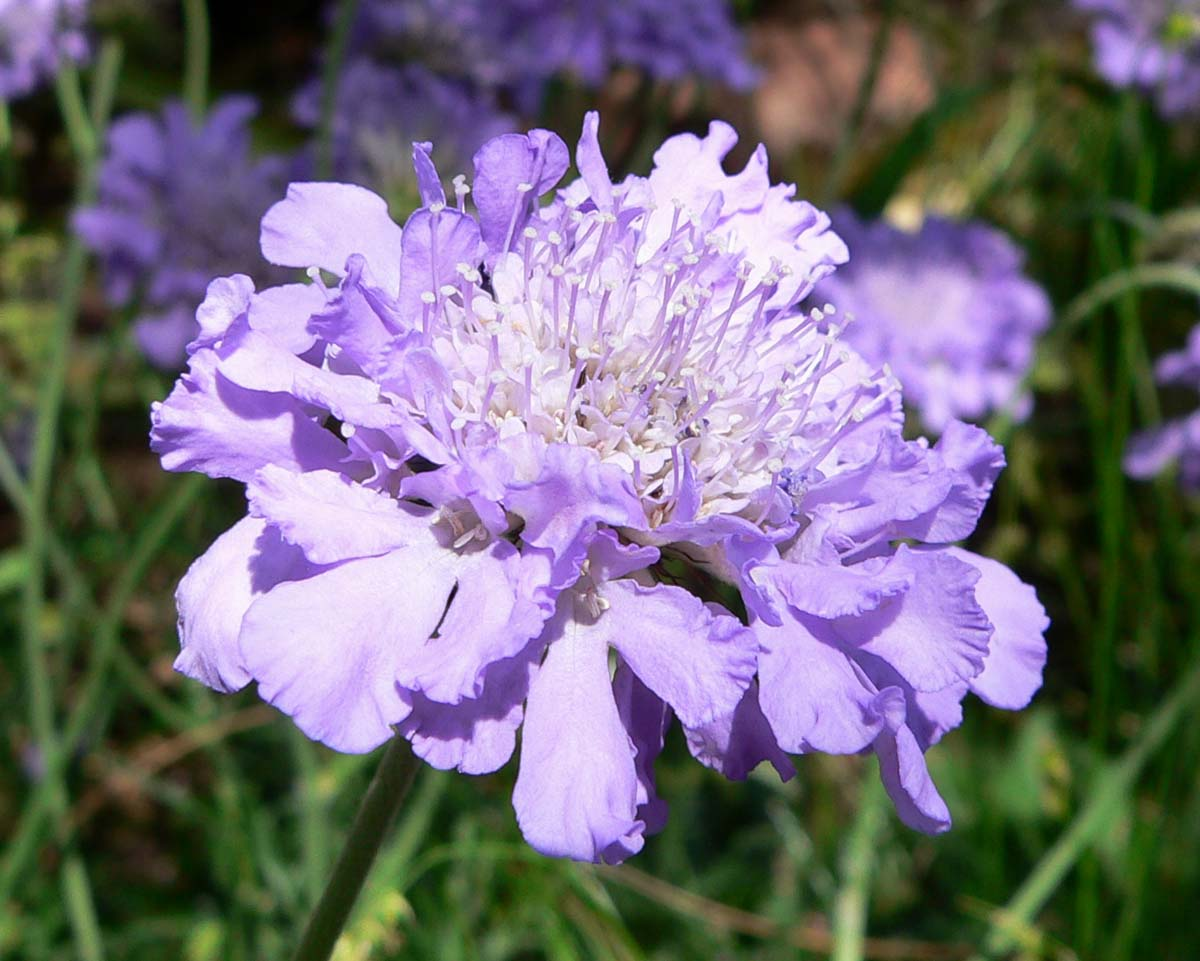
Сорт 'Butterfly Blue'
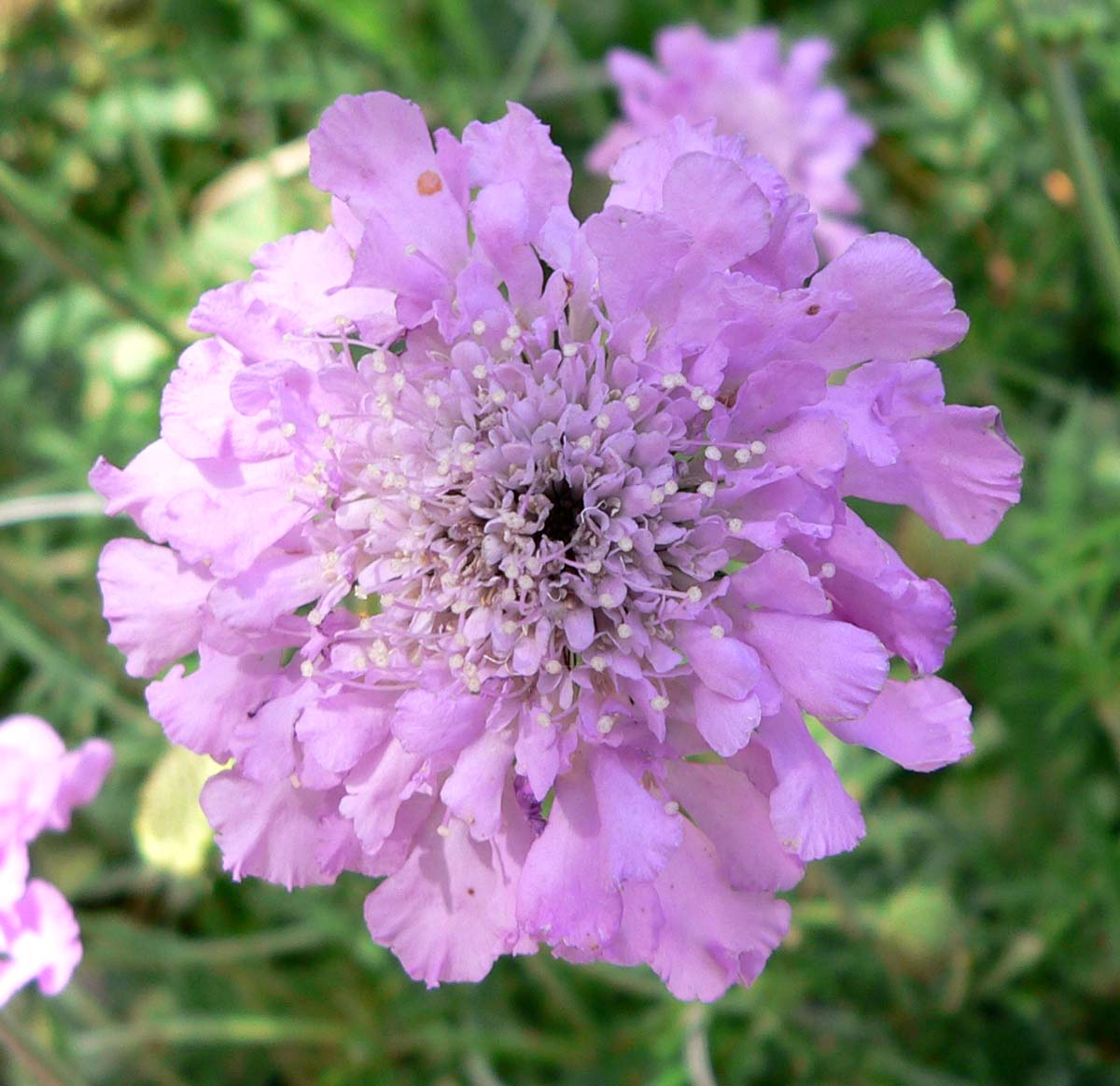
Сорт 'Pink Mist'
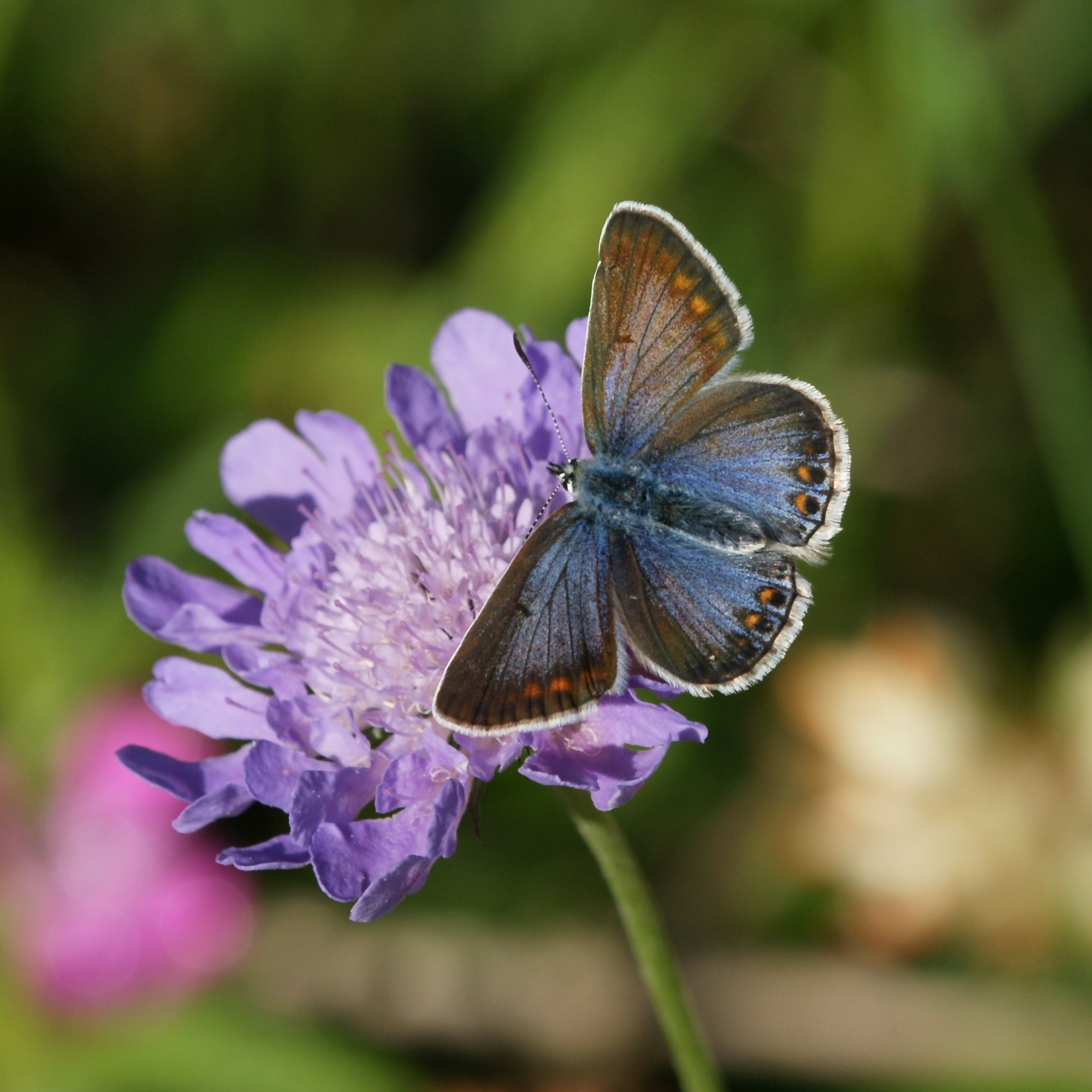
Соцветие с кормящейся бабочкой Polyommatus icarus

Вид занесён в Красную книгу Белоруссии. В Германии голубиная скабиоза является археофитом. Первая археологическая находка датируется I—III веками и была обнаружена недалеко от Ротвайля. Этот вид был зарегистрирован в гербарии Иеронима Хардера между 1576 и 1600 годами в районе Гайслинген-ан-дер-Штайге.